# 107 Kamila
107 Kamila (mednarodno ime 107 Camilla) je  velik in zelo temen asteroid tipa C v glavnem asteroidnem pasu. 
Je član družine asteroidov Sibela.

## Odkritje
Asteroid je odkril Norman Robert Pogson (1829 – 1891) 17. novembra 1868. 
Poimenovan je po Kamili iz rimske mitologije.

## Lastnosti
Asteroid Kamila obkroži Sonce v 6,48 letih. Njegova tirnica ima izsrednost 0,078, nagnjena pa je za 1,746° proti ekliptiki. Njegove mere so (285×205×170 ± 20) km, okrog svoje osi pa se zavrti v 4,84 urah .
Analiza svetlobnih krivulj je pokazala, da pol asteroida verjetno kaže proti ekliptičnima koordinatama (β, λ) = (+51°, 72°)  (z napako do 10°), kar nam da naklon osi vrtenja okoli 29°.

## Naravni satelit (S/2001 (107) I)
Naravni satelit asteroida so odkrili 1. marca 2001 A. Storrs, F. Vilas, R. Landis, E. Wells, C. Woods, B. Zellner in M. Gaffey z uporabo Vesoljskega teleskopa Hubble . Satelit je dobil začasno oznako S/2001 (107) 1.
Ocenjujejo, da ima luna premer okoli 11 km. Če pa privzamemo, da ima enako gostoto kot jo ima asteroid Kamila, potem bi luna imela maso ~1.5×1015 kg. Ima pa podobno barvo kot središčni asteroid.